# UEFA-Champions-League-Finale 2024
Das UEFA-Champions-League-Finale 2024 zwischen Borussia Dortmund und Real Madrid war das Endspiel der UEFA Champions League 2023/24. Es fand am 1. Juni 2024 im Wembley-Stadion in London statt. Real Madrid siegte mit 2:0.

## Hintergrundinformationen
Es war das erste Champions-League-Finale zwischen den beiden Vereinen und ihr erstes Aufeinandertreffen in einem europäischen Wettbewerb seit der Gruppenphase der UEFA Champions League 2017/18, als Real Madrid mit 3:1 und 3:2 gegen Borussia Dortmund gewann.
Borussia Dortmund stellte bis zum Finale mit sechs Zu-Null-Spielen und neun Gegentreffern die beste Defensive in der Champions-League-Saison 2023/24. Dagegen hatten die Torhüter von Real Madrid in derselben Saison die beste Bilanz in der Verhinderung von Torgelegenheiten.
Aus den letzten acht der insgesamt 17 vorherigen Champions-League bzw. Europapokal-Finalteilnahmen Real Madrids ging Madrid als Sieger hervor. Zuletzt unterlag Real Madrid in der Saison 1980/81 in einem Finale des Wettbewerbs, und zwar gegen den FC Liverpool mit 0:1.
Für Borussia Dortmund war es die dritte Finalteilnahme nach dem Sieg im Finale 1997 gegen Juventus Turin und der Niederlage im Finale 2013 gegen Bayern München.
Marco Reus für den BVB und Toni Kroos für Real Madrid, beide Langzeitprofis ihrer Vereine, absolvierten mit dem Champions-League-Finale 2024 das letzte Spiel bei ihrem jeweiligen Klub. Für Kroos war es zudem das letzte Spiel seiner Vereinskarriere.
Dani Carvajal, Toni Kroos, Luka Modrić und Nacho wurden mit ihrem jeweils sechsten Titel neben Francisco Gento zu Rekordsiegern der Champions League.

## Weg ins Finale
→ Hauptartikel: UEFA Champions League 2023/24
Anmerkung: Die Ergebnisse werden jeweils aus Sicht der Finalisten angegeben.
| Pl. | Verein              | Sp. | S | U | N | Tore    | Diff. | Punkte |
| --- | ------------------- | --- | - | - | - | ------- | ----- | ------ |
| 1.  | Borussia Dortmund   | 6   | 3 | 2 | 1 | 007:400 | +3    | 11     |
| 2.  | Paris Saint-Germain | 6   | 2 | 2 | 2 | 009:800 | +1    | 08     |
| 3.  | AC Mailand          | 6   | 2 | 2 | 2 | 005:800 | −3    | 08     |
| 4.  | Newcastle United    | 6   | 1 | 2 | 3 | 006:700 | −1    | 05     |

| Pl. | Verein             | Sp. | S | U | N | Tore    | Diff. | Punkte |
| --- | ------------------ | --- | - | - | - | ------- | ----- | ------ |
| 1.  | Real Madrid        | 6   | 6 | 0 | 0 | 016:700 | +9    | 18     |
| 2.  | SSC Neapel         | 6   | 3 | 1 | 2 | 010:900 | +1    | 10     |
| 3.  | Sporting Braga     | 6   | 1 | 1 | 4 | 006:120 | −6    | 04     |
| 4.  | 1. FC Union Berlin | 6   | 0 | 2 | 4 | 006:100 | −4    | 02     |

## Spieldaten
| Borussia Dortmund                                                      | Borussia Dortmund | Real Madrid | Real Madrid | Aufstellung                                     |
| ---------------------------------------------------------------------- | --- | --- | ----------- | ----------------------------------------------- |
| Borussia Dortmund                                                      | \| Finale \| \| 1. Juni 2024 um 20:00 Uhr (21:00 Uhr MESZ) in London (Wembley-Stadion) \| \| Ergebnis: 0:2 (0:0) \| \| Zuschauer: 86.212 \| \| Schiedsrichter: Slavko Vinčić ( Slowenien) (1) \| \| Spielbericht \|                                                                   | \| Finale \| \| 1. Juni 2024 um 20:00 Uhr (21:00 Uhr MESZ) in London (Wembley-Stadion) \| \| Ergebnis: 0:2 (0:0) \| \| Zuschauer: 86.212 \| \| Schiedsrichter: Slavko Vinčić ( Slowenien) (1) \| \| Spielbericht \|                                                                      | Real Madrid | Aufstellung Borussia Dortmund gegen Real Madrid |
| Borussia Dortmund                                                      | Gregor Kobel – Julian Ryerson, Mats Hummels, Nico Schlotterbeck, Ian Maatsen – Emre Can (80. Donyell Malen), Marcel Sabitzer – Karim Adeyemi (72. Marco Reus), Jadon Sancho (87. Jamie Bynoe-Gittens), Julian Brandt (80. Sébastien Haller), Niclas Füllkrug Cheftrainer: Edin Terzić | Thibaut Courtois – Dani Carvajal, Antonio Rüdiger, Nacho , Ferland Mendy – Federico Valverde, Eduardo Camavinga, Toni Kroos (85. Luka Modrić), Jude Bellingham (85. Joselu) – Rodrygo (90. Éder Militão), Vinícius Júnior (90.+4' Lucas Vázquez) Cheftrainer: Carlo Ancelotti ( Italien) | Real Madrid | Aufstellung Borussia Dortmund gegen Real Madrid |
| Borussia Dortmund                                                      | 0:1 Carvajal (74.) 0:2 Vinícius Junior (83.) | | Real Madrid | Aufstellung Borussia Dortmund gegen Real Madrid |
| Borussia Dortmund                                                      | Nico Schlotterbeck (40.), Marcel Sabitzer (43.), Mats Hummels (79.) | Vinícius Júnior (35.) | Real Madrid | Aufstellung Borussia Dortmund gegen Real Madrid |
| Borussia Dortmund                                                      | Spieler des Spiels: Dani Carvajal (Real Madrid) | | Real Madrid | Aufstellung Borussia Dortmund gegen Real Madrid |
| Finale                                                                 | | |             |                                                 |
| 1. Juni 2024 um 20:00 Uhr (21:00 Uhr MESZ) in London (Wembley-Stadion) | | |             |                                                 |
| Ergebnis: 0:2 (0:0)                                                    | | |             |                                                 |
| Zuschauer: 86.212                                                      | | |             |                                                 |
| Schiedsrichter: Slavko Vinčić ( Slowenien) (1)                         | | |             |                                                 |
| Spielbericht                                                           | | |             |                                                 |